# 比爾·莫諾
小威廉·弗朗西斯·莫诺 PC（1962年10月7日—）是一名加拿大商人和政治人物，聯邦自由黨黨員，2015年至2020年担任加拿大財政部長和多倫多中選區眾議院议员。
莫诺是其父亲创办的公司、加拿大最大的人力资源公司Morneau Shepell（现为 LifeWorks）的执行董事长，也是CD Howe研究所的前任主席。 他还是圣迈克尔医院和Covenant House的董事会主席。莫诺拥有西安大略大学文学学士学位（BA）、欧洲工商管理学院工商管理硕士学位（MBA）以及倫敦政治經濟學院经济学硕士学位。
莫诺在2015年联邦大选中当选为眾議院议员，并立即被加拿大總理杜鲁多任命为财政部长。作为财政部长，莫诺扩大了加拿大养老金计划，推出了加拿大儿童福利金，并在 COVID-19大流行的前五个月内监督政府援助。 WE慈善醜聞发生后，莫诺于2020年8月辞去财政部长和国会议员职务。
此后，莫诺将与特鲁多的分歧作为辞职的原因。莫诺目前担任CIBC董事会成员，并撰写了一本关于他任职期间的书《从这里到哪里：加拿大繁荣之路》 。 

## 早年及個人生活
莫诺出生于多伦多圣约瑟夫健康中心，就读于参议员奥康纳学院。  1981年至1986年，莫诺就读于西安大略大学并获得本科荣誉学士学位，并在法国格勒诺布尔大学学习了一年。随后，他获得了欧洲工商管理学院的MBA学位。莫诺最终获得了伦敦经济学院经济学理学硕士学位（MSc）。
他与妻子南希·麦凯恩（Nancy McCain）居住在多伦多，妻子是新不伦瑞克省家族的成员，该家族拥有麦凯恩食品（McCain Foods），并育有四个孩子。 

## 商业生涯
莫諾從小就表現出對商業和創業的興趣。17 歲時莫諾和一位朋友創辦了一家為房主提供游泳池服務的企業，大部分位於多倫多的唐米爾斯（Don Mills）社區。 莫諾經營這家公司四年，幫助他支付了大部分大學學費。
WF Morneau & Associates是一家精算和福利咨询公司；莫诺的父亲Frank创立了该公司并担任首席执行官。  莫诺于1990年加入公司，两年后被任命为总裁。1997年，莫诺接替父亲担任首席执行官。 
在莫诺经营该公司的那些年里，该公司吸收了加拿大各地的竞争对手，逐渐成长为全国该行业最大的参与者。1992年，该公司收购了Coopers & Lybrand的加拿大精算咨询业务，随后于1997年从安永会计师事务所（Ernst & Young）收购了位于魁北克省的大型养老金和福利公司Sobeco。1998年，莫诺收购了德勤会计师事务所（Deloitte & Touche）的加拿大养老金咨询业务。
2008年，莫诺的公司还收购了Shepell FGI——一家帮助公司为员工提供心理健康和情绪咨询的团体——并更名为Morneau Shepell。作为Morneau Shepell 的执行主席，莫诺带领公司经历了从1992年的几百人发展到2015年近4000名员工的发展时期，成为加拿大最大的人力资源服务组织，在北美各地设有办事处。在他的领导下，该公司经历了几项重大变革，包括2005年在多伦多证券交易所上市。 Morneau Shepell为代表数百万加拿大人的20,000多个组织提供养老金、员工福利和员工援助计划。 

## 政治生涯
莫诺在2014年5月20日加拿大自由党党代表大会上的演讲中表示，他竞选公职的动机源于他通过经营加拿大最大的人力资源公司Morneau Shepell看到加拿大人的生活正在发生的重要变化。 
2015年10月19日，莫诺以57.9%的得票率当选为多倫多中選區國會议员。2015年11月4日，他被总理特鲁多任命为加拿大财政部长，成为第一位担任该职位的新任议员。 

### 財政部長（2015年–2020年）
作为财政部长，莫诺每年负责通过联邦预算引导超过 3000 亿美元的收入。管理关税和金融监管也是他职责的一部分。其他职责包括监督加拿大银行、加拿大皇家造币厂和加拿大养老金计划 (CPP) 投资委员会等。莫尔诺除担任国际货币基金组织和世界银行行长外，还代表加拿大出席七国集团和二十国集团峰会等国际会议。 
2016年3月22日，莫诺发布了他担任财政部长的第一份预算。预算中值得注意的项目包括10年内为公共基础设施投入1,200亿加元——重点是交通、水、废物管理和住房——以及引入加拿大儿童福利金。预算还包括为原住民社区提供的资金，以及更多的老年人和就业保险福利。 
2017年3月22日，莫诺发布了他的第二份预算，也是加拿大第一份基于性别的联邦预算。该预算包括对早期学习和儿童保育的新联邦投资、为家庭照顾者提供更灵活的福利、为土著妇女提供更多支持以及解决性别暴力问题的国家战略。此外，2017年预算还包括112亿元用于11年国家住房战略。 
2018年2月27日，莫诺的第三份预算延续了加拿大妇女更加平等的主题，资金用于新的父母支持、性别平等和反骚扰举措，以及促进薪酬公平的措施。该预算还包括新的投资，以解决鴉片類藥物危机、应对从美国边境寻求庇护者的激增以及改善原住民的生活条件。 
2018年11月21日，莫尔诺向國會发表讲话，介绍了“财政最新情况”，六年内支出增加了176亿元。 
2019年3月19日，莫诺提出了他的第四份也是最后一份预算。预算的既定目标是帮助加拿大人增强财务安全感，获得新的职业技能，并能够买得起第一套住房。该预算还通过创建国家药品机构，向国家药品保健计划迈出了“初步步骤”，其目的是批量购买药品以降低成本。 
莫诺因放弃自由党2015年纲领承诺而受到批评，即在其任期的头几年将年度赤字控制在100亿美元以下，并在2019-20年恢复预算平衡。上任几个月后，他以经济弱于预期为由放弃了这些承诺。 随后他承诺继续降低政府净債務占GDP的比例，认为这是衡量政府财政健康状况的更好指标。 
2018年，莫诺还因内幕交易虚假指控而受到调查，2020年他的家人接受了WE Charity提供的41,000元的豪华招待，他在公开披露错误之前还清了这笔钱。专员确定莫诺在这两项调查中都没有违反道德法。        
莫诺在实施自由党政府的多项标志性举措中发挥了关键作用，包括为父母、低收入工人和老年人提供新福利、在加拿大实施碳税以及扩大加拿大养老金计划。 莫诺还推动了自由党通过提高加拿大最富有人群的税收来降低中产阶级所得税的承诺。 

### 辞退財長職務
2020年8月17日，莫诺与总理会面后召开新闻发布会，宣布他将辞去财政部长和多伦多中国会议员的职务，并寻求担任经济合作与发展组织秘书总干事。莫诺因卷入WE Charity争议而面临辞职压力，他在接受并偿还了该慈善机构支付的41,000元费用后未能回避涉及该慈善机构的内阁讨论。 财政部长职务由副总理方慧蘭接任。在多伦多中补选中由Marci Ien接替他成为国会议员。  
2023年，莫诺指出辞职的原因是与特鲁多在COVID-19救济支出和总理办公室越权问题上存在分歧。  